# سكوت إنجلش (مغني)
سكوت إنجلش (بالإنجليزية: Scott English)‏ هو منتج أسطوانات وكاتب أغاني ومغني أمريكي، ولد في 10 يناير 1943 في بروكلين في الولايات المتحدة، وتوفي في 16 نوفمبر 2018.

## وصلات خارجية
- سكوت إنجلش على موقع ميوزك برينز (الإنجليزية)
- سكوت إنجلش على موقع إن إن دي بي (الإنجليزية)
- سكوت إنجلش على موقع أول ميوزيك (الإنجليزية)
- سكوت إنجلش على موقع ديسكوغز (الإنجليزية)